# Захаров, Владимир Леонидович
Захаров Владимир Леонидович (род. 15 июня 1953 г) — Начальник штаба 33 ракетной дивизии 1991—1995 гг. Командир 42-й ракетной дивизии 30.12.94 — 21.12.96 гг. Генерал-лейтенант (12.12.2005). Ветеран военной службы. Доктор военных наук, профессор. Начальник академии Петра Великого (2009—2010).

## Биография
Родился 18.06.1953 в дер. Старая Рудня Новозыбковского р-на Брянской обл. В Вооруженных Силах с 31.07.1971.
Проходил службу в Ракетных войсках на таких должностях как: старший инженер-оператор, заместитель командира группы, командир группы подготовки и пуска, заместитель командира дивизиона по боевому управлению, командир дивизиона, командир ракетного полка, начальник штаба дивизии, командир ракетной дивизии (г. Нижний Тагил), начальник штаба Читинской ракетной армии, начальник штаба Омской ракетной армии, заместитель начальника Военной академии РВСН им. Петра Великого (с 2004 г.), начальник Военной академии РВСН им. Петра Великого (с 2009 г.).
В декабре 1994 г. полковник В. Л. Захаров назначается командиром ракетной дивизии (г. Нижний Тагил).
В боевом составе ракетной дивизии с 1961 г. по 1977 г. были ракеты первого поколения Р-16У, затем с 1978 г. по 1985 г. ракеты РСД-10 («Пионер»), которые затем были заменены ракетами РС-12М ракетного комплекса «Тополь». Командиру дивизии генералу В. Л. Захарову пришлось непосредственно руководить, постановкой на боевое дежурство последних полков с ПГРК «Тополь».
Особенностью этих годов в дивизии явилось резкое увеличение на всех пунктах управления количества вычислительной техники, нового программного обеспечения. Офицерский состав дивизии стал изучать компьютерную технику и программирование. Этому способствовало отношение командира дивизии, видевшего перспективу в развитии этих вопросов. По-прежнему важными оставались задачи развития инфраструктуры позиционных районов дивизии, подготовки маршрутов боевого патрулирования и поддержка их в хорошем состоянии.
Владимир Леонидович дивизией командовал уверенно. Ему досрочно (на 2,5 года) было присвоено звание полковник на должности командира полка. Самостоятельно принимал решения еще будучи начальником штаба ракетной дивизии и умело контролировал их исполнение. Находил хорошее взаимодействие с командиром генерал-майором Г. А. Кунаревым. Дивизия была всегда на хорошем счету в РВСН, обустроена, но по политическим решениям в связи с дислокацией в Белоруссии она была передана в боевой состав Винницкой ракетной армии, а затем расформирована.
Опыт прохождения службы у полковника В. Л. Захарова был достаточно большим, поэтому на должность командира Тагильской ракетной дивизии он пришел подготовленным командиром, становление прошел быстро…
После командования дивизией генерал-майор В. Л. Захаров назначается на должность начальника штаба Читинской ракетной армии, а затем Омской ракетной армии. В этих должностях сумел организовать необходимое взаимодействие с войсками военных округов и, в первую очередь, с командующими и штабами.
С должности начальника штаба Омской ракетной армии генерал-майор В. Л. Захаров назначается заместителем начальника Военной академии РВСН им. Петра Великого. В этой должности благодаря своему войсковому опыту, знаниям, уважению к людям, заинтересованности при решении многих вопросов личного состава академии завоевал заслуженный авторитету офицеров и гражданского персонала. Владимир Леонидович становится авторитетом среди профессорско-преподавательского состава в области военной теории и практики.
Необходимо отметить, что в это время Владимир Леонидович избирается председателем Совета ветеранской организации Тагильской ракетной дивизии. Пользуясь уважением у ветеранов дивизии, в своей общественной работе первостепенное внимание уделяет привлечению всех ветеранов к активной работе по разъяснению среди молодежи традиций Ракетных войск.
В. Л. Захаров самостоятельно подготовил вне стен Военной академии РВСН в войсках и защитил кандидатскую диссертацию в 2006 г. по важным вопросам прикрытия позиционных районов дивизий от противника. В настоящее время в стенах академии плодотворно работает над докторской диссертацией. Прекрасно разбирается в вопросах боевого применения РВСН.
В феврале 2009 г. Указом Президента Российской Федерации он назначен начальником академии РВСН им. Петра Великого — 30-м за весь период ее существования.

## Награды
Награжден орденами «За службу Родине в Вооруженных Силах СССР» II и III степени, «За военные заслуги», а также медалями и знаками отличия Министерства обороны Российской Федерации.